# استان نواکشوت غربی
استان نواکشوت غربی (به عربی: ولایة نواکشوط الغربیة) یکی از استان‌های کشور موریتانی است. استان نواکشوت غربی ۱۴۶ کیلومتر مربع مساحت و ۱۶۵٬۸۱۴ نفر جمعیت دارد.